# Großwilfersdorf
Großwilfersdorf osztrák község Stájerország Hartberg-fürstenfeldi járásában. 2017 januárjában 2114 lakosa volt.

## Elhelyezkedése

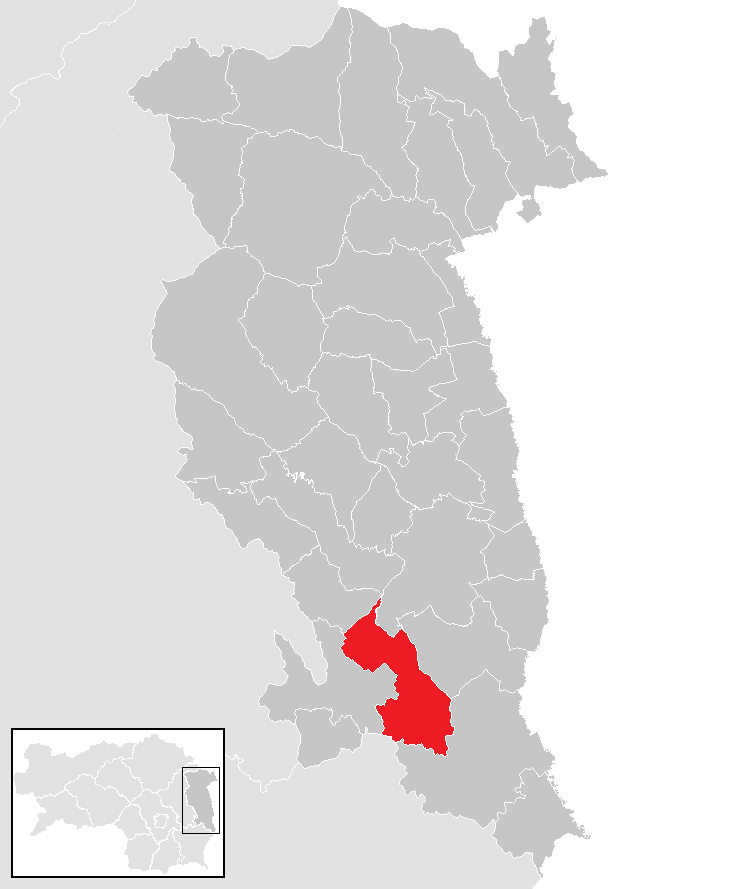
Großwilfersdorf a Hartberg-fürstenfeldi járásban

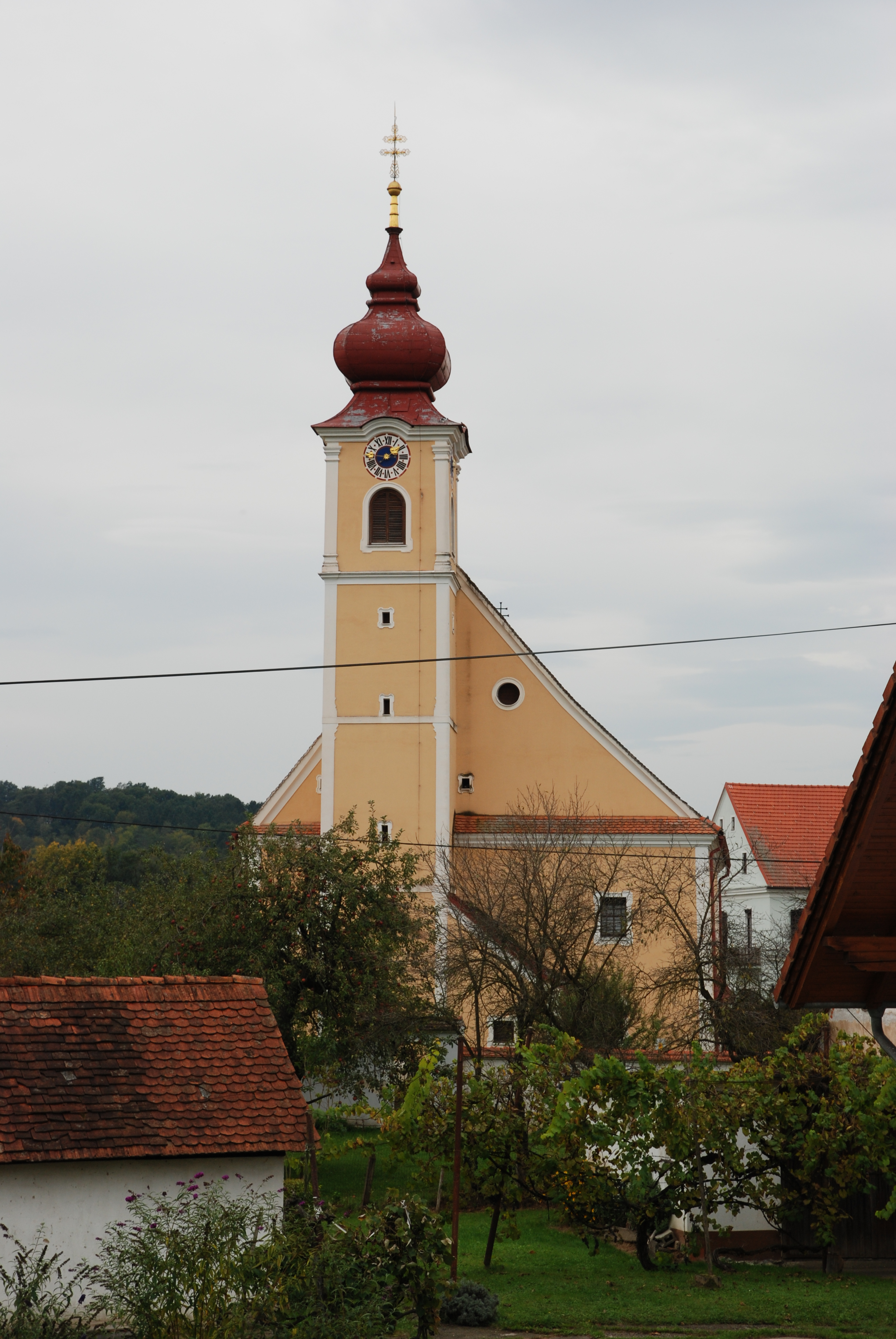
Hainersdorf temploma

Großwilfersdorf a Kelet-stájerországi dombságon fekszik, a Feistritz folyó mentén. Másik jelentős folyóvize az Ilz, amely itt torkollik a Feistritzbe. Az önkormányzat 9 települést egyesít: Großwilfersdorf (686 lakos), Hainersdorf (299), Hainfeld bei Fürstenfeld (234), Herrnberg (173), Maierhofbergen (100), Maierhofen (83), Obgrün (1143), Radersdorf (180) és Riegersdorf (211).   
A környező önkormányzatok: északkeletre Bad Waltersdorf, keletre Bad Blumau, délkeletre Fölöstöm, délre Söchau, délnyugatra Riegersburg, nyugatra Ilz.

## Története
A község területe feltehetően az újkőkor óta lakott, de régészeti bizonyítékok (sírok) csak a római kortól állnak rendelkezésre. A népvándorlás idején a lakosok elmenekültek, helyükre 600 körül szlávok települtek. Emléküket számos hely- és folyónév őrzi. A 9. században a térség a Frank Birodalom fennhatósága alá került, de a század végétől a honfoglaló magyarok támadásai miatt a tartós megtelepedés lehetetlenné vált. A gyepűvidéket csak III. Henriknek sikerült tartósan visszafoglalnia a 11. század közepén és megindult a bajorok betelepítése a határzónába. Großwilfersdorf lakói Alsó-Ausztriából érkeztek, ami a dialektusban, szokásokban máig érzékelhető. Hainersdorfot először 1142-ben, templomát 1197-ben említik a dokumentumok. 
A 2015-ös stájerországi közigazgatási reform keretében az addig önálló Hainersdorfot Großwilfersdorf önkormányzatához csatolták.   

## Lakosság
A großwilfersdorfi önkormányzat területén 2017 januárjában 2114 fő élt. A lakosságszám 1939 óta 2000-2200 között ingadozik. 2015-ben a helybeliek 91,4%-a volt osztrák állampolgár; a külföldiek közül 1,6% a régi (2004 előtti), 2,1% az új EU-tagállamokból érkezett. 0,6% a volt Jugoszlávia (Szlovénia és Horvátország nélkül) vagy Törökország, 4,2% egyéb országok polgára. 2001-ben Großwilfersdorfban a lakosok 94%-a római katolikusnak, 1,7% evangélikusnak, 2,5% pedig felekezet nélkülinek vallotta magát. Ugyanekkor 12 magyar (0,8%) élt a községben.

## Látnivalók
- a Szentháromság-plébániatemplom a 17. század végén nyerte el mai, késő barokk formáját
- az 1663-ból származó plébánia
- Hainersdorf 1668-ban épült Szt. György-plébániatemploma
- az 1711-ben felállított hainersdorfi Mária-szobor
- Maierhofen Szt. Rókus-kápolnája
- Obgrün kápolnája
- Riegersdorf kápolnája

## Fordítás
- Ez a szócikk részben vagy egészben  a   Großwilfersdorf című német Wikipédia-szócikk ezen változatának fordításán alapul.  Az eredeti cikk szerkesztőit annak laptörténete sorolja fel. Ez a jelzés csupán a megfogalmazás eredetét és a szerzői jogokat jelzi, nem szolgál a cikkben szereplő információk forrásmegjelöléseként.